# Anthaxia acaciae
Anthaxia acaciae es una especie de escarabajo del género Anthaxia, familia Buprestidae. Fue descrita científicamente por Fisher en 1935.